# Богуславський Володимир Володимирович
Володимир Володимирович Богуславський (нар. 11 листопада 1954, Київ) — український художник. Член Національної спілки художників України від 1998 року, представник Нової хвилі. Мешкає та працює у Львові.

## З життєпису
У 1972 році закінчив Республіканську художню середню школу імені Тараса Шевченка у Києві.
У 1977 році в Києві брав участь у виставці  андеграундного об'єднання «Рух», де про себе заявили  митці: М. Трегуб, В. Баклицький, М. Залевський, О. Костецький, О. Голуб, В. Богуславський, Михайло Жуков та інші.
1978 року закінчив факультет проєктування інтер'єрів Львівського державного інституту прикладного і декоративного мистецтва. Навчався у Данила Довбошинського та Володимира Риботицького.
У 1987—1991 роках брав участь у седнівських молодіжних пленерах на запрошення Тіберія Сільваші та у виставках молодіжного мистецтва «Совіарт». 
Учасник численних міжнародних виставок, масштабних презентацій вітчизняного мистецтва в України та світі. Твори митця перебувають у музейних зібраннях Сумського художнього музею імені Никанора Онацького, Львівській національній галереї мистецтв імені Бориса Возницького, у Національного музею імені Андрея Шептицького у Львові, Національного художнього музею України у Києві та закордонних приватних колекціях.
Під час XII Флорентійської Бієнале, яка відбувалася з 18 по 27 жовтня 2019 року в Італії роботи художників Володимира Богуславського та Сергія Гая відзначили Спеціальною міжнародною премією імені Лоренцо Медічі. Володимир Богуславський увійшов до п'ятірки найкращих живописців заходу, а Сергій Гай отримав Спеціальну президентську відзнаку.

## Твори
- 1995 — «Кипарис»;
- 2004 — «Вікна»;
- 2005 — «Бронзовий глечик», «Зима»;
- 2007 — «Дземброня», «Дощ», «Квіти»;
- 2008 — «Зелена пляшка», «Ворони»;
- 2009 — «Квіти»;
- 2010 — «Вітер», «Квіти»;
- 2012 — «Зелений стіл», «Зимовий пейзаж»;
- 2014 — «Місячне сяйво»;
- 2015 — «Вечір», «Поза часом», «Краєвид»;
- 2016 — «Бузок», «Кінець», «Ластівка», «Натюрморт»;
- 2017 — «Човни».

## Персональні виставки
- 1997 — галерея «Галарт» (Львів);
- 2002 — галерея «36» (Київ), «Урсуліненхоф» (Лінц, Австрія);
- 2003 — галерея «Гердан» (Львів);
- 2004 — галерея «Маєр» (Розенхайм, Німеччина)
- 2005 — галерея «Зоетмулдер» (Нордвейк, Нідерланди); Львівський палац мистецтв (Львів); муніципальна галерея (Фулда, Німеччина);
- 2006 — «Фундація Штукі Абданк» (Варшава, Польща);
- 2010 — Національний художній музей України (Київ);
- 2011 — Національний музей у Львові імені Андрея Шептицького (Львів);
- 2014 — Національна спілка художників України (Івано-Франківськ).

## Колективні виставки
- 1989 — галерея «Совіарт» (Мюнхен, Німеччина);
- 1990 — галерея «Совіарт» (Оденсе, Данія);
- 1991 — «Мистецтво України 1960—1980 років» (галерея «Совіарт», Оденсе, Данія); Бієнале українського мистецтва (галерея «Відродження» (Львів);
- 1992 — «Львівське малярство 1960—1980 років» (Національний музей у Львові імені Андрея Шептицького, Львів);
- 1995 — галерея «Магазінет» (Скалскьор, Данія);
- 1996 — «Українське мистецтво» (Коеколаре, Бельгія); «5 років Свободи» (галерея «Гердан», Львів); «Старі імена — нові зустрічі» (Мюнхен, Німеччина); міжнародний фестиваль «Контрасти» (галерея «Гердан», Львів);
- 1997 — «Мистецтво нової України» (Представництво Баварії в Бонні, Німеччина);
- 1998 — «60 років Спілки художників України» (Київ);
- 1999 — «Живопис В. Богуславського, скульптура О. Капустяка» (Літературно-меморіальний музей-квартира П. Г. Тичини, Київ);
- 2000 — 4-а міжнародна Бієнале живопису «Срібний квадрат»: Перемишль (Польща), Кошиці (Словаччина), Львів  (Україна);
- 2001 — «Трієнале живопису» (Центральний будинок художника, (Київ);
- 2003 — «ArtExpo» (Нью-Йорк, США);
- 2004 — Міжнародний пленер живопису (Ланьцут, Польща);
- 2005 — Міжнародний осінній салон «Високий Замок—2005» (Львівський палац мистецтв, Львів);
- 2006 — палац Прер'є (Гебвіллер, Франція);
- 2007 — Арт-фестиваль (Український дім, Київ); Галерея Мішеля Клерка (Шардонне, Франція);
- 2008 — «Мистецька мапа України» (Музей сучасного мистецтва України, Київ);
- 2009 — «Натюрморт» (Галерея «Примус», Львів);
- 2010 — «П'ять художників» (Галерея «Гері Боумена», Львів);
- 2012 — «Великий перевіз» (Галерея «Лавра», Київ);
- 2013 — «Art Studio Voluiky» (Львівський палац мистецтв, Львів); арт-ярмарок «IVFineArtUkraine» (Мистецький арсенал, Київ); Міжнародний пленер (острів Брач, Хорватія);
- 2014 — «Синє» (Львівська національна галерея мистецтв імені Бориса Возницького, Львів); Міжнародний пленер (Жовква);
- 2015 — «Весняний салон», Міжнародний осінній салон «Високий Замок—2015» (Львівський палац мистецтв, Львів);
- 2016 — арт-салон «Мистецтво в інтер'єрі» (Центр сучасного мистецтва М17, Київ); «Весняний салон», Міжнародний осінній салон «Високий Замок—2016» (Львівський палац мистецтв, Львів); Музей сучасного мистецтва (Луцьк);
- 2017 — «Львівська школа живопису» (Арт-Салон «Велес» в межах проєкту «Genesis», Ужгород); «Весняний салон», Міжнародний осінній салон «Високий Замок—2017» (Львівський палац мистецтв, Львів);
- 2019 — участь у «XII Флорентійській Бієнале» (Галерея «ST•H Gallery», Флоренція, Італія).